# 58164 Reiwanohoshi
58164 Reiwanohoshi è un asteroide della fascia principale. Scoperto nel 1989, presenta un'orbita caratterizzata da un semiasse maggiore pari a 2,4740740 au e da un'eccentricità di 0,1323822, inclinata di 5,43694° rispetto all'eclittica.